# AI Action Summit

Artificial Intelligence Action Summit/AI Action Summit 2025

Der AI Action Summit (auch: Artificial Intelligence Action Summit; deutsch: Aktionsgipfel für Künstliche Intelligenz (KI)) fand vom 10. bis 11. Februar 2025 in Paris statt. Frankreich als Gastgeber lud dazu zahlreiche Staats- und Regierungschefs, Leiter internationaler Organisationen, CEOs kleiner und großer Unternehmen, Vertreter von Hochschulen, Nichtregierungsorganisationen, Künstler und Mitglieder der Zivilgesellschaft ins Grand Palais ein.
Ziel war laut Einladung ein Austausch über künstliche Intelligenz, die sich immer schneller entwickelt und Gesellschaft und Wirtschaft stark verändert. Diese bahnbrechende Technologie eröffne nie dagewesene Möglichkeiten, die Schlüsselbereiche wie Gesundheit, Bildung und Arbeit revolutionieren könnten. Ihre rasche Verbreitung bringe aber auch große Herausforderungen in Bezug auf die Zuverlässigkeit von Informationen, den Schutz der Grundrechte und die Zugänglichkeit. Es liege in der Verantwortung der internationalen Gemeinschaft, das Gleichgewicht in den Gesellschaften aufrechtzuerhalten und eine KI zu entwickeln, die die universellen Werte respektiert.
Der KI-Aktionsgipfel 2025 in Paris folgte auf den KI-Sicherheitsgipfel 2023 im britischen Bletchley Park und den KI-Gipfel 2024 in Seoul (Südkorea) mit einer Erklärung der Teilnehmer für die Schaffung gemeinsamer wissenschaftlicher Grundlagen, Lösungen und Standards für eine nachhaltigere KI, die dem gemeinsamen Fortschritt und dem öffentlichen Interesse dient. Auf dem Gipfel 2025 weigerten sich die USA und das Vereinigte Königreich, eine Erklärung über „integrative und nachhaltige“ KI zu unterzeichnen, die von 60 Ländern, darunter Frankreich, China und Indien, unterstützt wurde.